# Arriaga (Álava)
Arriaga es un concejo despoblado del municipio de Vitoria, en la provincia de Álava, País Vasco (España).

## Localización
El concejo está situado a 2,5 km al norte del centro de Vitoria. En las últimas décadas el crecimiento de la ciudad de Vitoria ha propiciado que haya pasado a formar parte del barrio de Lakua.
Su territorio, antaño mucho más extenso y que cubría los barrios de Vitoria antes comentados, estuvo limitado hasta su disolución en 2025, a un pequeño cuadrilátero de 100x60m, dentro del cual se ubicaba la parada de Arriaga del tranvía y una de las antiguas casas de labranza que formaban el pueblo. La Iglesia de Arriaga, de hecho, queda fuera de dicho territorio. También pertenecía oficialmente al concejo un terreno de bosque ubicado en los Montes de Vitoria, de forma trapezoidal, colindante con el Condado de Treviño y ubicado a más de 9 kilómetros de distancia.

## Historia
El concejo, cuyo nombre significa en euskera 'lugar de piedras', aparece mencionado por primera vez en un documento de 1025 del Cartulario de San Millán de la Cogolla conocido como Reja de San Millán. 
La importancia histórica del concejo radica en que en un lugar cercano a esta aldea llamado Campo de Lakua, se reunían desde antiguo las instituciones que gobernaban a los alaveses. La institución mancomunada que gobernaba el Señorío de Álava y que agrupaba a los hidalgos alaveses recibía por ello el nombre de Cofradía de Arriaga.
Arriaga es una de las aldeas viejas de Vitoria que pasaron a depender de la ciudad de Vitoria en una fecha temprana. El 2 de abril de 1332, cuando se produjo la Voluntaria Entrega, por la que la Cofradía de Arriaga cedió la soberanía del Señorío de Álava al rey Alfonso XI de Castilla y León a cambio de mantener sus privilegios, fueron cedidas también 8 aldeas pertenecientes a la Cofradía a la villa de Vitoria que era de jurisdicción real. Entre estas 8 aldeas se encontraba la propia aldea de Arriaga.
Con posterioridad, las inmediaciones de Arriaga, siguieron siendo elegidas para la celebración de las Juntas Generales de Álava.
Durante las guerras napoleónicas el concejo fue escenario de encarnizados combates durante la Batalla de Vitoria, por el control del puente situado sobre el Zadorra.
A principios de 1960 Arriaga era todavía un pequeño pueblo de casi 300 habitantes a las puertas de Vitoria. Entonces comenzó la expansión urbana de la ciudad por el noroeste y la urbanización del polígono de Lakua, situado al oeste del pueblo, en los antiguos terrenos de esta aldea.

### Mediados del sigloXX

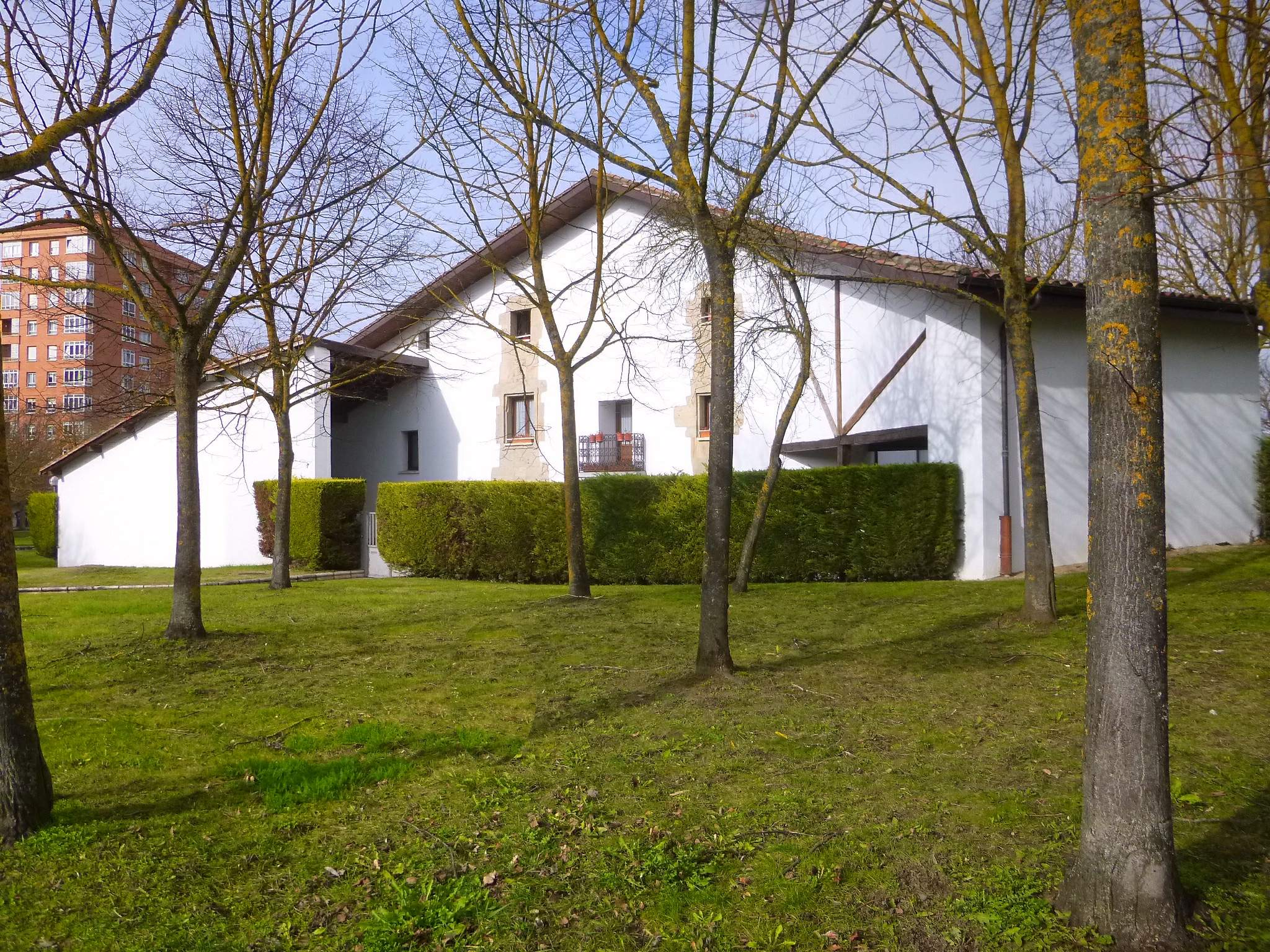
Antigua casa de labranza que subsiste del viejo pueblo de Arriaga

Poco queda del antiguo pueblo, aparte de su iglesia parroquial, y un par de antiguas viviendas de labranza que todavía se conservan. Unas hileras de bloques de casas situadas entre el Portal de Foronda y la calle Agirrelanda construidos en los años 60 y 70 constituyeron el moderno barrio de Arriaga, pero poco tienen que ver con la antigua aldea.
Al oeste de la iglesia se encuentra otro barrio mucho mayor conocido como Lakua-13 o Lakua-Arriaga densamente poblado con torres de apartamentos y que fue la primera zona que se urbanizó del polígono de Lakua. Más al oeste de Lakua-Arriaga, al otro lado de la ancha avenida conocida como Portal de Foronda se encuentra el resto del Polígono de Lakua, construido en fechas posteriores y que se conoce propiamente como Lakua. En esta zona de Lakua se encuentran las oficinas administrativas del Gobierno Autónomo Vasco, por lo que Lakua suele utilizarse también como sinónimo del Gobierno Vasco.
En 2003 el pueblo de Arriaga quedó oficialmente despoblado al desaparecer del censo el último vecino que estaba oficialmente avecindado en el concejo. El 26 de mayo de 2025 la Diputación de Álava aprobó un proyecto de norma foral para proceder a la disolución del concejo de Arriaga. En junio de 2025, la Norma Foral 5/2025, de 11 de junio, reguló su disolución.

## Demografía
| Gráfica de evolución demográfica de Arriaga entre 2000 y 2017 |
|                                                               |
| Población de derecho según los censos de población del INE.   |